# Yoga Hosers
Yoga Hosers je americký komediální filmový horor z roku 2016, který natočil režisér Kevin Smith podle vlastního scénáře. Hlavní role ztvárnili Lily-Rose Depp, Harley Quinn Smith, Johnny Depp, Vanessa Paradis, Austin Butler a Tyler Posey. Snímek vypráví o dvou patnáctiletých kamarádkách (L.-R. Depp, H. Q. Smith) z Manitoby, které se spojí s lovcem lidí LaPointem (J. Depp), aby zabránily tajnému plánu kanadských nacistů. Jedná se o druhý film zamýšlené Smithovy kanadské trilogie, je spin-offem snímku Mroží muž z roku 2014. Plánovaný třetí film Moose Jaws však nebyl realizován.
Scénář napsal Kevin Smith ještě před uvedením Mrožího muže do kin, přípravu jeho spin-offu pojmenovaného Yoga Hosers potvrdil v červenci 2014. Natáčení filmu probíhalo v srpnu a září 2014 a v lednu 2015, rozpočet snímku činil 5 milionů dolarů. Film byl premiérově promítán na Sundance Film Festivalu 25. ledna 2016, od června do srpna 2016 s ním Smith podnikl turné po devíti městech v USA. Do 175 amerických kin byl snímek v omezené distribuci uveden 2. září 2016 společností Invincible Pictures. V zahraničí byl rovněž uváděn omezeně, takže zahraniční tržby dosáhly pouze 37 tisíc dolarů.